# 李胜堆
李胜堆（1972年12月—），男，汉族，广东东莞人，中华人民共和国政治人物。现任东莞东华实业、综合开发及教育集团董事长。第十二、十三、十四届全国政协委员。